# Фізешу-Герлій (комуна)
Фізешу-Герлій (рум. Fizeșu Gherlii) — комуна у повіті Клуж в Румунії. До складу комуни входять такі села (дані про населення за 2002 рік):
- Бонц (398 осіб)
- Нікула (618 осіб)
- Секелая (230 осіб)
- Фізешу-Герлій (1385 осіб)

Комуна розташована на відстані 330 км на північний захід від Бухареста, 40 км на північний схід від Клуж-Напоки.

## Населення
За даними перепису населення 2002 року у комуні проживала 2631 особа.
Національний склад населення комуни:
| Національність | Кількість осіб | Відсоток |
| -------------- | -------------- | -------- |
| румуни         | 1569           | 59,6%    |
| угорці         | 635            | 24,1%    |
| цигани         | 426            | 16,2%    |
| німці          | 1              | < 0,1%   |

Рідною мовою назвали:
| Мова      | Кількість осіб | Відсоток |
| --------- | -------------- | -------- |
| румунська | 1740           | 66,1%    |
| угорська  | 630            | 23,9%    |
| циганська | 259            | 9,8%     |
| німецька  | 2              | 0,1%     |

Склад населення комуни за віросповіданням:
| Релігія        | Кількість осіб | Відсоток |
| -------------- | -------------- | -------- |
| православні    | 1863           | 70,8%    |
| реформати      | 618            | 23,5%    |
| греко-католики | 110            | 4,2%     |
| римо-католики  | 7              | 0,3%     |
| баптисти       | 6              | 0,2%     |
| п'ятдесятники  | 5              | 0,2%     |
| адвентисти     | 5              | 0,2%     |